# Всеобщие выборы в Намибии (2019)
Всеобщие выборы 2019 года в Намибии проходили 27 ноября. На них избирались депутаты Национальной ассамблеи и президент Намибии. Они стали вторыми выборами на Африканском континенте, на которых использовалось электронное голосование. В общей сложности 11 кандидатов баллотировались на пост президента и 15 политических партий участвовали в выборах в Национальную ассамблею.
Хаге Гейнгоб от СВАПО был переизбран президентом, хотя доля голосов за него снизилась с 87 % на выборах 2014 года до 56 %. СВАПО также сохранила свое большинство в Национальной ассамблее, хотя потеряла конституционное большинство в 2/3 мест.

## Избирательная система
Президент Намибии избирается в два тура: если ни один из кандидатов не набирает более 50 % голосов в 1-м туре голосования, проводится 2-й тур между двумя кандидатами, набравшими наибольшее количество голосов в 1-м туре. Однако, на предыдущих президентских выборах не было необходимости проводить 2-й тур.
Национальная ассамблея состоит из 104 депутатов, из которых 96 членов избираются на парламентских выборах и 8 (без права голоса) — назначаются президентом. 96 депутатов избираются путем пропорционального представительства по закрытым партийным спискам по 14 многомандатным округам в зависимости от регионов. Места распределяются с использованием метода наибольшего остатка.

## Предвыборная кампания
В президентских выборах участвовало 10 кандидатов. Ожидалось, что президент Хаге Гейнгоб от СВАПО будет переизбран президентом. Впервые на намибийских выборах на пост президента баллотировался независимый кандидат Пандулени Итула. Эстер Муинджанг от Демократической организации национального единства (НУДО) стала первой женщиной-кандидатом в президенты Намибии.

## Результаты

### Президентские выборы
Хаге Гейнгоб вновь одержал победу на президентских выборах и был переизбран на 2-й срок. Однако его поддержка значительно снизился с 87 % в 2014 году до 56 % в 2019 году. В то время как сельские районы преимущественно поддержали Гейнгоба, многие городские центры проголосовали за независимого кандидата Пандулени Итула, который получил 29 % от общего числа голосов.
| Кандидат                                                           | Партия                                             | Голосов   | %    |
| ------------------------------------------------------------------ | -------------------------------------------------- | --------- | ---- |
| Хаге Гейнгоб                                                       | СВАПО                                              | 464 703   | 56,3 |
| Пандулени Итула                                                    | независимый                                        | 242 657   | 29,4 |
| Макгенри Венаани                                                   | Народно-демократическое движение                   | 43 959    | 5,3  |
| Бернадус Суартбуи                                                  | Движение безземельного народа                      | 22 542    | 2,7  |
| Апиус Ошаб                                                         | Объединённый демократический фронт                 | 22 115    | 2,7  |
| Эстер Муинджанг                                                    | Демократическая организация национального единства | 12 039    | 1,5  |
| Танджени Ииянбо                                                    | НСЮЗА                                              | 5959      | 0,7  |
| Хенк Мадж                                                          | Республиканская партия                             | 4379      | 0,5  |
| Майк Кавекотора                                                    | Объединение за демократию и прогресс               | 3515      | 0,4  |
| Игнатиус Шиксуамени                                                | Всенародная партия                                 | 3304      | 0,4  |
| Ян Мукуилонго                                                      | Борцы за намибийскую экономическую свободу         | 1026      | 0,1  |
| Недействительных/пустых бюллетеней                                 | Недействительных/пустых бюллетеней                 | 0         | -    |
| Всего                                                              | Всего                                              | 826 198   | 100  |
| Зарегистрированных избирателей/ Явка                               | Зарегистрированных избирателей/ Явка               | 1 358 468 | 60,8 |
| Источник: ECN Архивная копия от 13 февраля 2020 на Wayback Machine |                                                    |           |      |

### Парламентские выборы
СВАПО вновь получила большинство мест в Национальной ассамблее, но не достигла порога для большинства в две трети, которое она поддерживала с 1994 года. Из оппозиционных партий, которые прошли в парламент, можно отметить в первую очередь Народно-демократическое движение, которое получила 16,60 % голосов избирателей и 16 мест в Национальной ассамблее, что стало лучшим результатом с выборов 1994 года.
| Партия                                                             | Партия                                             | Голоса    | %     | Мест | +/-   |
| ------------------------------------------------------------------ | -------------------------------------------------- | --------- | ----- | ---- | ----- |
|                                                                    | СВАПО                                              | 536 861   | 65,45 | 63   | -14   |
|                                                                    | Народно-демократическое движение                   | 136 576   | 16,65 | 16   | +11   |
|                                                                    | Движение безземельного народа                      | 38 956    | 4,75  | 4    | новая |
|                                                                    | Демократическая организация национального единства | 16 066    | 1,96  | 2    | 0     |
|                                                                    | Всенародная партия                                 | 14 664    | 1,79  | 2    | 0     |
|                                                                    | Объединённый демократический фронт                 | 14 644    | 1,79  | 2    | 0     |
|                                                                    | Республиканская партия                             | 14 546    | 1,77  | 2    | +1    |
|                                                                    | Борцы за намибийскую экономическую своббоду        | 13 580    | 1,66  | 2    | +2    |
|                                                                    | Объединение за демократию и прогресс               | 8953      | 1,09  | 1    | -2    |
|                                                                    | Христианский демократический голос                 | 5841      | 0,71  | 1    | +1    |
|                                                                    | НСЮЗА                                              | 5330      | 0,65  | 1    | 0     |
|                                                                    | Конгресс демократов                                | 4645      | 0,57  | 0    | 0     |
|                                                                    | Национально-демократическая партия                 | 4559      | 0,56  | 0    | 0     |
|                                                                    | Рабочая революционная партия                       | 3212      | 0,39  | 0    | -2    |
|                                                                    | Национально-патриотический фронт                   | 1785      | 0,22  | 0    | новая |
| Недействительных/пустых бюллетеней                                 | Недействительных/пустых бюллетеней                 | 0         | -     | -    | -     |
| Всего                                                              | Всего                                              | 820 227   | 100   | 96   | -     |
| Зарегистрированных избирателей/ Явка                               | Зарегистрированных избирателей/ Явка               | 1 358 468 | 60,4  | -    | -     |
| Источник: ECN Архивная копия от 13 февраля 2020 на Wayback Machine |                                                    |           |       |      |       |